# عفريت العلبة

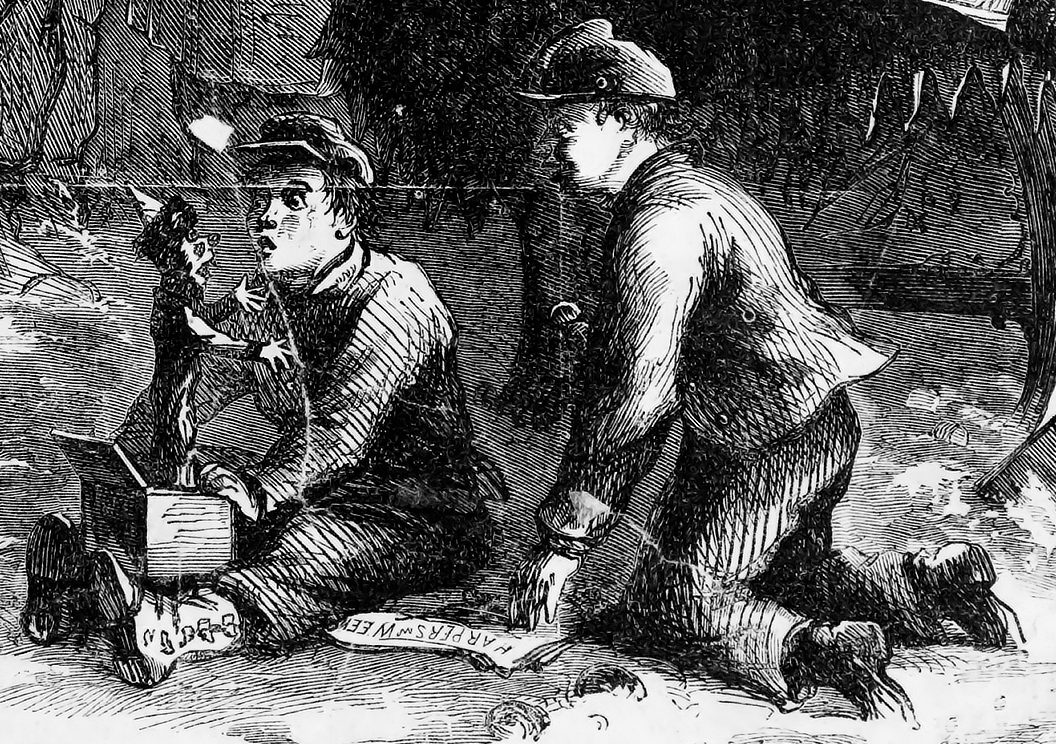
ولدان يلعبان بعفريت العلبة في رسم يعود إلى عام 1863

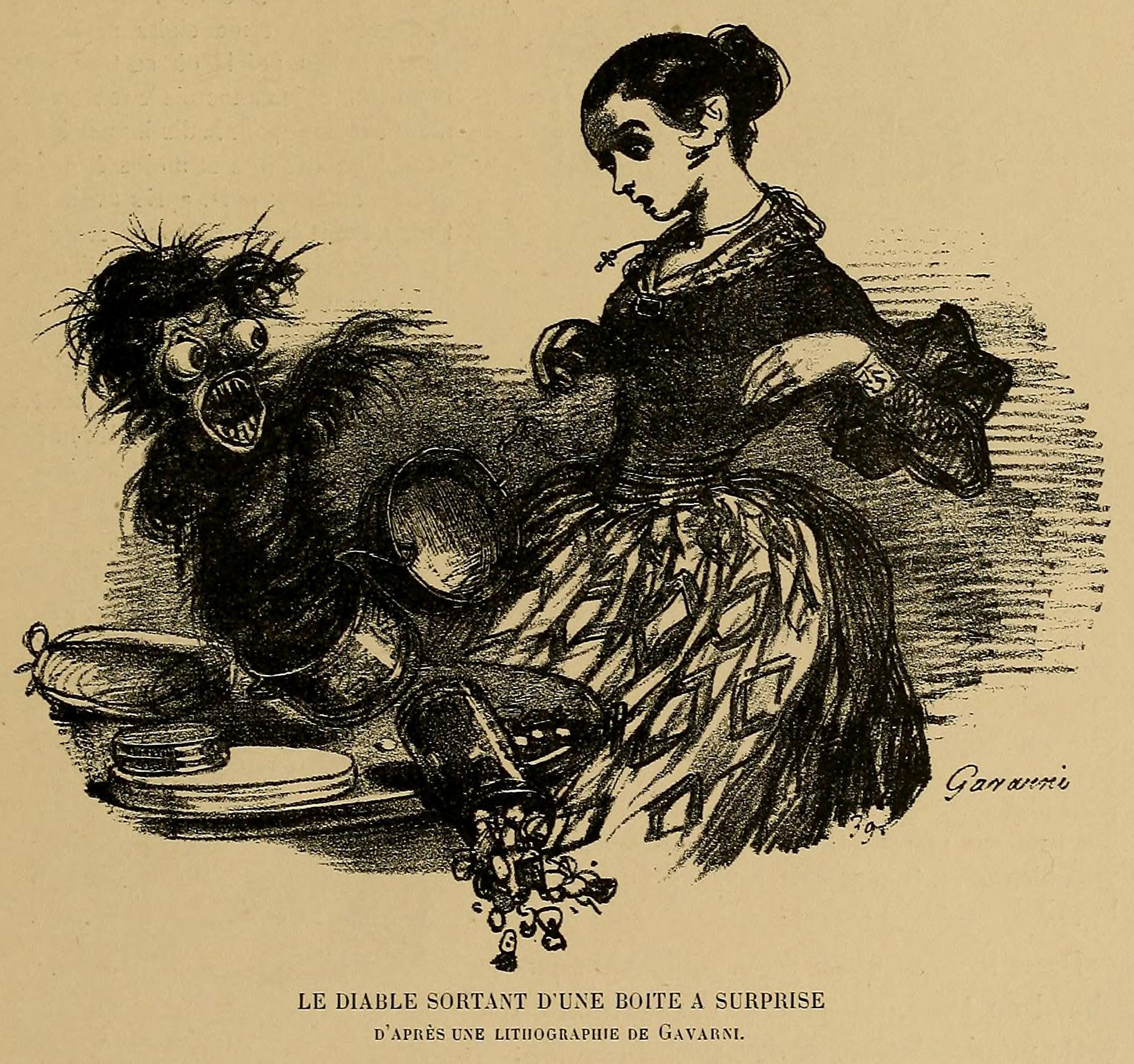
عفريت العلبة من رسم بول غافارني

عِفْرِيت العُلْبَة هو لعبة أطفال تتكون ظاهريًا من صندوق موسيقى وذراع تدوير. عندما يُحرَّك الذراع، تَعْزِف آلية صندوق الموسيقى الموجودة في اللعبة اللحن. بعد تدوير الذراع لعدد كافٍ من المرات (مثل نهاية اللحن)، ينفتح الغطاء وتخرج شخصية، عادةً ما تكون مهرجًا، من العلبة. تفتح بعض عفاريت العلبة في أوقات عشوائية عند تشغيلها، مما يجعل الإجفال أكثر فعالية. يبدأ العديد من الذين يستخدمون "بوب يذهب ابن عرس [الإنجليزية]" عند النقطة في اللحن التي تُغنَّى فيها كلمة "pop". في عام 2005، أُدخلت لعبة عفريت العلبة إلى قاعة اللعب الوطنية للمشاهير [الإنجليزية] الأمريكية، حيث تُظْهَر جميع أنواع نُسَخ اللعبة، بدءًا من النُّسَخ الأولية، وانتهاءً بالنُّسَخ المصنعة حديثًا.